# 神道の緑性
神道の緑性（しんとうのりょくせい）は、樹木を神格化し、森林を聖域とすることに象徴される、社会における神道の緑化の機能を表現する言葉である。
近代から現代にかけ、新たに神道の聖地となった皇居の宮中三殿を含む森や、明治神宮の鎮守の杜が都内に残された最大の緑地であるということに典型的に見ることができる。